# Mely Barragán
Mely Barragán (Tijuana, Baja California, 1975) es una artista contemporánea mexicana. Su producción artística se ha enfocado en explorar el rol de la identidad y de la mujer dentro de los esquemas de poder de la sociedad. Ganadora en 2013 de la III Bienal de Ciudad Juárez del Museo de Arte El Paso.

## Producción artística
Estudió diseño gráfico con especialidad en artes visuales en la Universidad Iberoamericana. 
Es codirectora del proyecto TJ in China Project Space, espacio creado durante sus dos años de residencia en China. Su obra cuestiona las fórmulas visuales existentes y aborda las consecuencias de las relaciones humanas y de género, se caracteriza por usar elementos e imágenes de medios de comunicación, arte pop y cultura popular para abordar las cuestiones de género.
La evolución de su producción artística ha explorado la apropiación de imágenes para resignificar su uso frente a la construcción de la identidad a través del consumo. Ha hecho uso del lenguaje, como una herramienta para reflejar las relaciones de poder que operan en la sociedad; reconfigurando palabras que connotan un doble sentido respecto a temas sociales marcados por el género. Asimismo, indaga en las diferencias sociales, las relaciones personales, sexuales y sociales en la contemporaneidad. Cuestiona las asimetrías marcadas por lo masculino y lo femenino, juega con la representación de lo masculino como objeto de consumo asimilando la socialización de lo femenino, y de manera simultánea enfrenta la construcción de imaginario colectivo y las expectativas culturales de ambos géneros. Barragán utiliza dibujos, telas, pintura y objetos de manera interdisciplinaria para materializar sus ideas en sus diferentes expresiones artísticas.
Formó parte del Colectivo M.artes que comenzó desde 1997, reuniendo a artistas mujeres de diferentes disciplinas tales como pintura, performance, instalación y danza, este tenía por objetivo confrontar opiniones y formar talleres interdisciplinarios que expusieran a la luz del discurso cultural, los temas que afectan a las mujeres en México. El trabajo más destacado que se realizó como grupo fue “La casa” haciendo un homenaje “Womanhouse” de Judy Chicago y Miriam Schapiro en 1972. El Colectivo M.artes cada artista transformó una habitación para instalarla en el Centro Cultural de Tijuana como una producción colectiva que hacía eco de las individualidades dentro de los espacios domésticos.
Ha realizado residencias artísticas en Cleveland, Beijing, Moscú, Monterrey.

## Reconocimientos
- En 2014 recibió un apoyo para TJINCHINA Project Space 2014-2015 del Programa de Fomento a Proyectos y Coinversiones Culturales del Fondo Nacional Para la Cultura y las Artes.
- En 2009 fue becaria de Creadores con Trayectoria en Artes Visuales, del Fondo Estatal para la Cultura y las Artes de Baja California.
- En 2005 fue parte del Desarrollo Artístico Individual en Artes Visuales, del Fondo Estatal para la Cultura y las Artes de Baja California.
- En 2001 fue becaria de Jóvenes Creadores en Artes Visuales, del Fondo Estatal para la Cultura y las Artes de Baja California.

## Exposiciones

### Colectivas
- Customizing Language, Los Angeles Contemporary Exhibitions, Los Angeles, Estados Unidos, 2016.[9]
- Casa familiar, THE FRONT, San Ysidro, California, Estados Unidos, 2016.[10]
- II Latin American Art Festival, Liberty Station, USA, 2016.[11]
- Mi Tema, Colectivo M.artes, Centro Cultural Tijuana, Tijuana, B.C. México, 2007.[12]

### Individuales
- In Out, Galería VIA arte256, Tijuana, B.C, México, 2011.[13]
- HeMan, Instituto de Cultura ICBC,Tijuana B.C, México, 2010.[14]
- Casi Perfectas, Galería H&H, Tijuana, B.C, México, 2005.[15]
- Los Guerreros, Palacio Municipal, Tijuana, B.C. México, 2003.[16]